# Gouverneur Morris
Gouverneur Morris (ur. 31 stycznia 1752, zm. 6 listopada 1816) – amerykański dyplomata i polityk.
W roku 1787 reprezentował stan Pensylwania na Konwencji Konstytucyjnej. Był jednym z najbardziej aktywnych uczestników konwencji. Wygłosił na niej 173 przemówienia, najwięcej spośród wszystkich przedstawicieli. Był również autorem dużych fragmentów Konstytucji Stanów Zjednoczonych; min. słów z jej preambuły: „We the People of the United States, in order to form a more perfect union...”, a także jej sygnatariuszem.
W czasach gdy większość Amerykanów uważała się za obywateli poszczególnych stanów; Marylandczyków (Marylanders) czy Wirgińczyków (Virginians), Morris podkreślał, że jest obywatelem jednych Stanów Zjednoczonych.
W latach 1792–1794 był amerykańskim ministrem pełnomocnym we Francji, a w latach 1800–1803 reprezentował stan Nowy Jork w Senacie Stanów Zjednoczonych.